# Головченко Гліб Олександрович
Гліб Олекса́ндрович Голо́вченко (нар. 6 березня 1974, Миколаїв, Україна) — директор Коледжу преси та телебачення, голова Миколаївської обласної громадської організації «Миколаївський прес-клуб», президент Асоціації молодіжної преси України, секретар Національної спілки журналістів України, радник міського голови м. Миколаєва Юрія Гранатурова, доктор педагогічних наук.

## Творча біографія
- У 6 років вийшла перша публікація.
- У 16 років — штатний кореспондент обласної молодіжної газети «Ленінське плем'я».
- З 1991 року — кореспондент газети «Вечерний Николаев».
- У 1992 році став наймолодшим членом Національної спілки журналістів України.
- Був одним з першопрохідців в розвитку комерційного телебачення Миколаєва: редактор служби новин телекомпанії «Телеком-1» (1992 рік), старший редактор телевізійної студії «Дзеркало» (1993 рік).
- У грудні 1992 року створює перше в Україні агентство з формування громадської думки — Південно-українське агентство корисної інформації «Тетра» і очолює його (впроваджує концепції політичного маркетингу і маркетингу підприємств).
- З вересня 1997 року по теперішній час — директор Коледжу преси та телебачення. Гліб Головченко — наймолодший директор вищого навчального закладу на Україні. За час керування коледжем розроблені та впровадженні навчальні плани з підготовки бакалаврів інформаційної діяльності, пройдені ліцензування та акредитація, налагоджені міжнародні зв'язки, впроваджена нова педагогічна технологія підготовки бакалаврів інформаційної діяльності «Дидактичний інформаційний простір», для проходження інтернатури створено перший на території колишнього СРСР ефірний навчальний телеканал — Телевізійний Академічний Канал, що належить вищому навчальному закладу.
- З 2002 року голова Миколаївського прес-клубу.
- У 2003 році обраний заступником президента Асоціації молодіжної преси України.
- У 2005 році — обраний президентом Асоціації молодіжної преси України.
- 2005—2006 рік — керівник прес-служби губернатора Миколаївської області.
- З 2006 року по сьогоднішній день — генеральний продюсер Телевізійного академічного каналу Коледжу преси та телебачення (ТК ТАК-TV) — перший і єдиний на території колишнього СРСР навчальний ефірний телеканал, який належить вищому навчальному закладу. Завдання телеканалу — надання можливості для практики студентам Коледжу преси та телебачення і студентам факультетів журналістики інших університетів. Ареал мовлення телеканалу — м. Миколаїв та Миколаївська область. Аудиторії телеглядачів — 1 300 000 осіб.
- З 2007 року — секретар Національної спілки журналістів України.
- 2010—2014 — член виконавчого комітету Миколаївської міської ради.
- З 2013 року — радник міського голови м. Миколаєва Юрія Гранатурова.

Автор новітніх розробок з підготовки бакалаврів інформаційної діяльності з використанням педагогічної технології — «Дидактичний інформаційний простір».
Автор ідеї, ініціатор і беззмінний президент з 1997 року Національного конкурсу шкільних газет (з 2013-го — Міжнародний конкурс шкільних медіа), на який за майже два десятиліття подано понад 20 000 робіт. У 2011 році конкурс уперше відвідав Жозе Мануел Пінту Тейшейра, керівник представництва Європейського Союзу в Україні, і вручив переможцям призи. Вперше в Миколаєві проведено День Європи. З переможцями XIII, XIV Національного конкурсу шкільних газет зустрівся голова Верховної Ради України В. М. Литвин. 2012 рік — з переможцями зустрівся Леонід Данилович Кучма (Президент України з 1994 року по 2005 роки).
Автор концепції і творець в 1993 році Коледжу преси та телебачення — першого в Україні вищого навчального закладу 2-го рівня акредитації, який готує бакалаврів інформаційної діяльності. Впроваджено адаптовану концепцію світової моделі підготовки фахівців для медіа з урахуванням місцевих особливостей.
Автор концепції переходу від підготовки агітаторів і пропагандистів до підготовки фахівців з технології збору, обробки та поширення інформації. Вперше впровадженої на території колишнього СРСР. 2003 рік — перший випуск бакалаврів інформаційної діяльності.
Автор концепції «Телевізійного Академічного Каналу» (ТАК TV), з успішним впровадженням у Миколаївській області та розробленою концепцією для національного мовлення.
У 2012 році переможець Міжнародного відкритого творчого конкурсу журналістів «Срібне перо» в номінації «Підготовка журналістських кадрів» (сучасний підхід до журналістської освіти).

У 2013 році переможець Міжнародного відкритого творчого конкурсу журналістів «Срібне перо» в номінації «Медіа про медіа» (публікації про проблеми сучасної журналістики).

Автор понад 20 наукових та науково-публіцистичних публікацій в галузевих виданнях, монографій і посібників з питань розвитку засобів масової інформації в Україні, формування інформаційного суспільства, впровадження новітніх педагогічних моделей підготовки бакалаврів інформаційної діяльності в умовах інформаційного суспільства, розвитку шкільної преси в Україні тощо.

## Керування міжнародними проєктами
- 2014 — проєкт Посольства США в Україні «Незалежний прес-центр».
- 2012 — проєкт Посольства США в Україні «Незалежний прес-центр».
- 2010—2011 — проєкт Посольства США в Україні «Незалежний громадський прес-центр».
- 2009 — проєкт Посольств Франції, Німеччини, Польщі в Україні «Медіа в умовах глобалізації ринку».
- 2008 — проєкт Ради Європи «Європейські стандарти журналістів: українські реалії та польський і чеський досвіди».
- 2007—2008 — проєкт ПАУСІ «Польський досвід адміністративно-територіальної реформи проти необізнаності в темі редакторів районних видань».
- 2006 — 2007 г — проєкт «Районні газети: через ринок до приватизації» (Посольство США в Україні).
- 2006 — проєкт «Юридична грамотність — замість корупції в журналістиці» (Посольство США в Україні).
- 2006 — проєкт «Суспільне мовлення — крок до демократії в регіонах» (МФ Відродження).
- липень-жовтень 2004 — проєкт «Молодь обирає демократію» (Посольство США в Україні).
- 2003—2004 — проєкт «Крок до демократії» (Посольство США в Україні).
- 2000—2001 — проєкт «Інтернет для журналістів» (Посольство США в Україні).
- 1998 — проєкт «Друге дихання» (фонд «Відродження»).

## Нагороди
- Премія імені Івана Франка у галузі інформаційної діяльності (2016) — відзначений у номінації «За найкращу наукову роботу в інформаційній сфері» у складі групи авторів монографії «Україна медійна: на порозі інформаційної революції»
- Звання «Заслужений журналіст України» (2012)
- Грамота Національної ради України з питань телебачення і радіомовлення (2012)
- Іменний цінний подарунок від голови Верховної Ради України (2011)
- Почесна грамота Комітету з питань свободи слова та інформації Верховної Ради України (2011)
- Почесна грамота Миколаївської обласної ради (2011)
- Подяка Головного Управління юстиції в Миколаївській області (наказ № 449-к від 07.10.2010 року)
- Почесний знак у вигляді ордена «За розвиток освіти» Асоціації навчальних закладів України приватної форми власності (наказ № 37 від 03.11.2009)
- Медаль Національної спілки журналістів України «Золота медаль української журналістики» (посвідчення 547 від 23 жовтня 2009 року)
- Медаль «За працю і звитягу» (посвідчення МН № 003327, Указ Президента України від 16.04.2009)
- Подяка Президії Асоціації навчальних закладів України приватної форми власності (наказ № 43 від 09.09.2008)
- Почесна грамота Міністерства освіти і науки України № 126374 (Наказ МОН України № 1338-К від 16.11.2007)